# Las Palmas de Gran Canaria
Las Palmas de Gran Canaria (kortform: Las Palmas) är en stad och kommun på Gran Canaria i den autonoma regionen Kanarieöarna i Spanien. Staden är huvudort i provinsen Las Palmas och tillsammans med Santa Cruz de Tenerife, den delade huvudstaden på Kanarieöarna. Kommunen har 380 436 invånare (2024), på en yta av 103,32 km². Invånarantalet gör Las Palmas till den största staden på Gran Canaria och Kanarieöarna.
Las Palmas var ett av svenskarnas första charterresemål och det första charterplan som landade på Las Palmas flygplats var svenskt.

## Historia
Las Palmas grundades den 24 juni 1478 av Juan Rejón och de kastilianska trupperna efter att de hade besegrat de lokala guancherna (ursprungsbefolkningen). Erövringen hade börjat i Guiniguada som ligger i Veguetaområdet i staden.
Det grymma slaget pågick i fem år och kostade många liv bland stadens invånare som inte kunde försvara sig med de undermåliga vapen som Reyes Católicos hade till förfogande. Erövringen var genomförd 1483 då ön införlivades med kastiliens krona av Don Pedro de Vera och även invånarna på den nordvästra ön underkastade sig honom.
Las Palmas betydelse växte gradvis och blev det administrativa och politiska centret i arkipelagen och staden utnämnde sig bland annat till biskopsstift över Kanarieöarna (vilket den idag är för provinsen Las Palmas) och undersökningsdomstol.
I oktober 1595 lyckades Las Palmas försvara sig mot en attack från engelsmännen Francis Drake och John Hawkins, men fyra år senare satte holländaren Van der Does staden i brand.
Under de första århundradena blev Las Palmas ekonomiskt mycket framgångsrikt, främst beroende på produktionen av sockerrör på 1600-talet som exporterades till Amerika och Europa. På grund av det ekonomiska uppsvinget blev staden utsatt för flera piratattacker ända in på 1700-talet.
På 1800-talet utförde staden viktiga åtgärder för ekonomin då de öppna hamnarna restaurerades, en åtgärd som gjorde att stora fartyg kunde lägga till vid staden och som var viktig för de kommersiella relationerna i hela arkipelagen. Det var den första åtgärden som ledde till att turismen senare blev den största inkomstkällan. Det första hotellet, Hotel Santa Catalina, byggdes 1890.
Efter det spanska inbördeskriget och andra världskriget ökade turismen sakta. Julen 1957 tog turismen ordentlig fart då ett flygplan från det svenska flygbolaget Transair AB landade på Gandoflygplatsen med 54 passagerare ombord. Eran med charterresor började och blev den största inkomstkällan, inte bara på Gran Canaria utan hela Kanarieöarna.
I Las Palmas finns närliggande stränder (Las Canteras och Las Alcaravaneras) och hamnen Puerto de la Luz, som var en av de mest trafikerade hamnarna från 1970-talet till början av 1990-talet. Som ett resultat av detta bor och arbetar människor från hela världen i Las Palmas. Koreanska och indiska stadsdelar är de största även om de flesta av invånarna har skaffat sig spanskt medborgarskap.

## Staden
Kommunen Las Palmas de Gran Canaria har 380 436 invånare (2024). Invånarantalet gör den till den största på Kanarieöarna. Antalet invånare i kommunen ökar beroende på att människor i intilliggande kommuner flyttar dit.
Staden har flera huvudgator, bland annat Calle León y Castillo, som går genom staden i nord-sydlig riktning. Las Palmas omges av vatten på två sidor.

### Las Palmas flygplats
Las Palmas flygplats är belägen på Gran Canarias östra sida 22 kilometer syd-sydost om stadens centrum. Busstrafik förbinder flygplatsen med Las Palmas till knutpunkter i centrala San Telmo såväl som till Santa Catalina i norra delen av staden.

### Vegueta

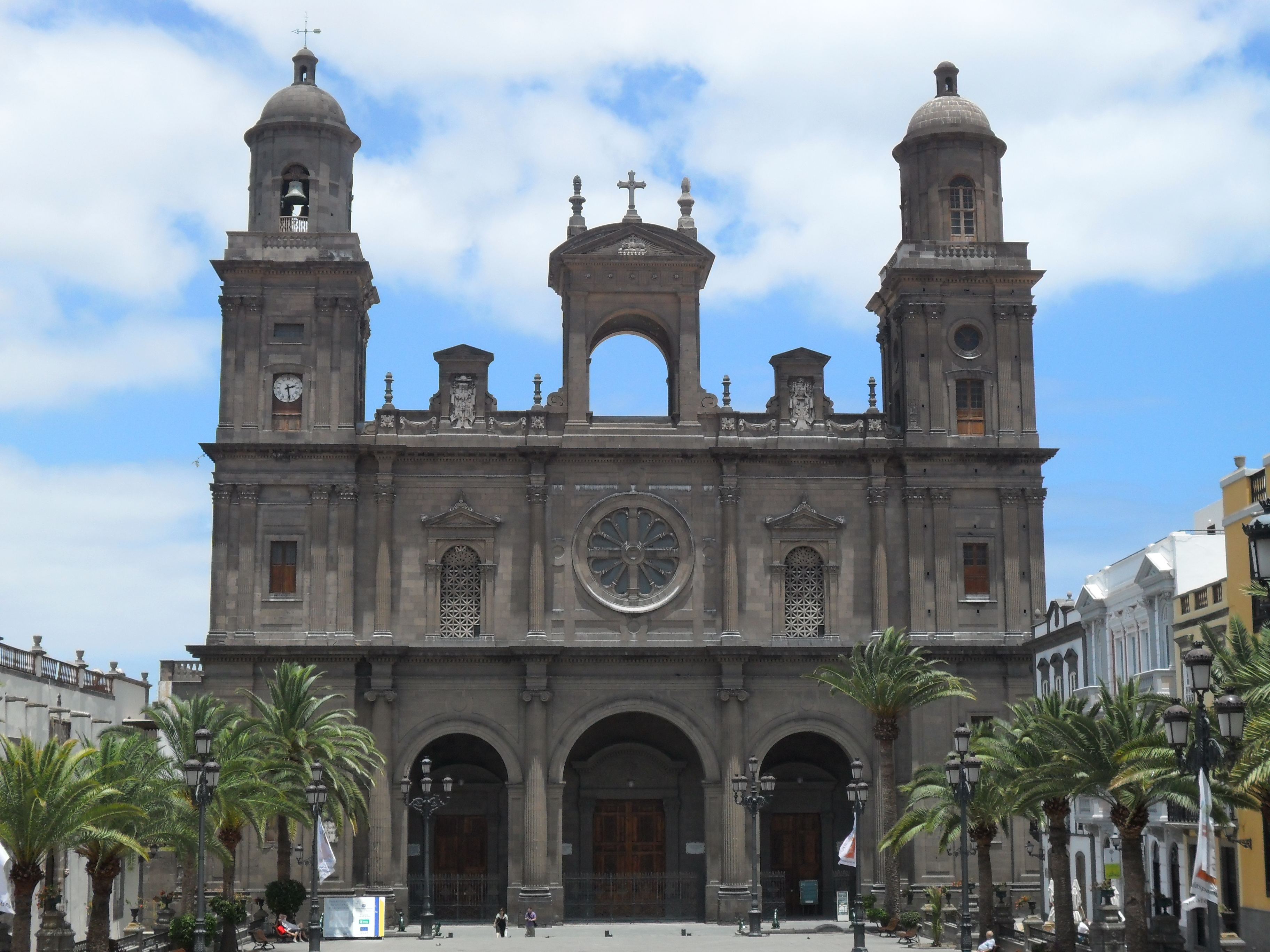
Santa Ana-katedralen.

Vegueta är den historiska stadsdelen i Las Palmas. Där finns bland annat konsistoriebyggnader, Episcopalpalatset, regentbyggnaden la Casa Regental, Christopher Columbus hem och museum samt Santa Ana-katedralen. Katedralen började byggas 1497 och öppnades 1570. Många arkitekter deltog i projektet vilket gjorde att byggnaden fick många olika arkitektoniska stilar. Den har bland annat en nyklassisk fasad och altardelar i barock. Katedralen har 13 kapell.
1492 stannade Christofer Columbus i staden när han gjorde sin första resa till Amerika. Han stannade även till i Las Palmas på tillbakaresan. Idag finns ett museum uppfört efter honom, Casa de Colón som ligger i Vegueta.

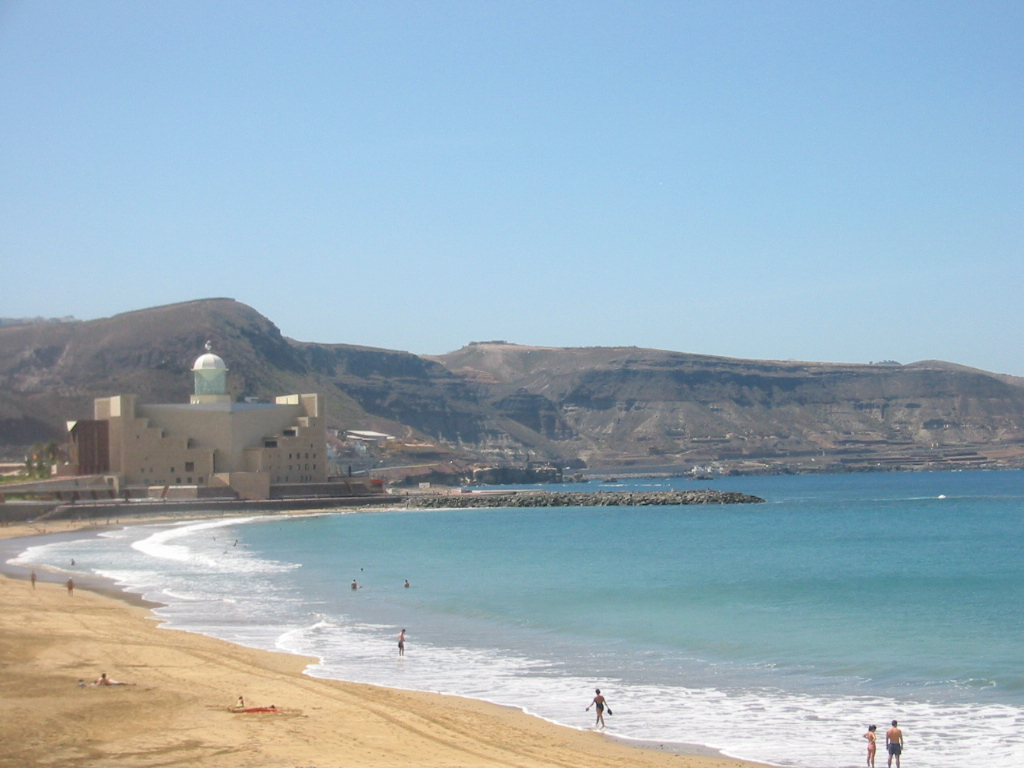
Playa de las Canteras, med Auditorio Alfredo Kraus i bakgrunden.

### San Telmo
Stadsdelen San Telmo är belägen någon kilometer norr om Vegueta och är en knutpunkt för busstrafik runt ön. Busscentralen är också ett centrum för det kommunala bussbolaget Guaguas som förbinder delar av staden Las Palmas.

### Alcaravaneras
Ytterligare norrut utmed Las Palmas östra sida ligger stadsdelen Alcaravaneras som har en småbåtshamn för besökare och boende samt en skyddad sandstrand för volleyboll och andra strandnöjen.

### Santa Catalina
Santa Catalina busscentral, den närliggande Parque de Santa Catalina och det korta avståndet västerut till Playa de Las Canteras representerar centrum för turism och nöjesliv i Las Palmas. Området innehåller en blandning av butiker och stadsbebyggelse med en ökande koncentration av hotell och restauranger närmare Playa de Las Canteras.

### Playa de Las Canteras
Playa de las Canteras är 4 kilometer lång. Den börjar vid Alfredo Kraus Auditorium som är uppkallat efter tenoren Alfredo Kraus, och sträcker sig i en båge norrut. Stranden har delvis ett naturligt rev en bit ut i havet som skyddar del av stranden mot grov sjö samtidigt som det är en värdefull del av strandens ekosystem. Den södra änden av stranden mot Auditorio Alfredo Kraus är oskyddad, erbjuder god surfing och är hem till surfskolor och nybörjarsurfare. Den centrala delen av stranden norr om Auditorio Alfredo Kraus är skyddad av revet som där når ovan vattenytan. Denna långa del av stranden är ofta fylld av solparaplyer, solstolar och badare. En öppning i det skyddande revet i den norra delen av stranden fungerar som in och utfart för en liten skara små fiskebåtar ankrade på svaj utanför stranden.

### Playa del Confital
Norr om Las Palmas utmed den västra stranden ligger naturområdet El Confital med en hård, vulkanisk strand som är hem till erfarna surfare och bodyboarders. El Confital med Playa del Confital är också populära utflyktsmål för vandring.

### El Puerto
El Puerto är området som omger Puerto de la Luz i norra Las Palmas. Området är hem till Las Palmas kommersiella hamn som också härbärgerar färjebolaget Fred Olsen som härifrån trafikerar Kanarieöarna öster om Gran Canaria. Färjebolaget kör också egna bussar till Puerto de las Nieves på östra sidan av Gran Canaria för färjeförbindelser till övriga Kanarieöar.

### Ciudad Jardín
Ciudad Jardín ("Trädgårdsstaden") är det lugnaste området Las Palmas. Inom området finns flera parker som till exempel Doramasparken som nyligen har renoverats och där det finns hundratals olika växtarter. Parken ligger mellan den gamla Doramasparken och Romanoparken och sammanbinder Ciudad Jardín med hamngatan och småbåtshamnen.

### Transporter
Det kommunala trafikbolaget Guaguas Municipales har 40 linjer som trafikerar Las Palmas alla områden, både i stadskärnan och i högre områden. I nuläget byggs linje 12 (som går igenom hela nedre delen av staden) till en "BRT-liknande" stombusslinje som kommer bestå av samma typ av gas-el-hybriddrivna dubbelledbussar som finns bland annat i Malmö. Projektet döptes till "MetroGuagua" och planerar invigas år 2024.
Tidigare fanns det två bussbolag som erbjöd transport till övriga delar av ön, bolaget Salcai erbjöd transport i södra delarna av ön medan bolaget Utinsa erbjöd transport i norra delarna av ön. Numera har båda företagen gått ihop och blivit ett som går under namnet Global.
Sedan 2011 finns det även ett bolag i huvudstaden som gör det möjligt att hyra cyklar.
I nuläget finns det inga tåg på Gran Canaria men det finns ett projekt på ett eventuellt tåg som kommer att gå från Las Palmas de Gran Canaria till Maspalomas. Tänkta tågmodellen var en hybrid mellan pendeltåg och höghastighetståg. I senare tid började man planera att det eventuella tåget även skulle gå till Gáldar. Det här projektet är för tillfället på is på grund av underfinansiering och man vet inte om det någonsin kommer bli verklighet.

### Nöjesliv
Las Palmas är en stor stad med ett livligt turistliv och en ekonomi till stor del finansierad av turism. Även i de historiska stadsdelarna finns butiker, barer och hotell. Det största antalet hotell, restauranger och nöjesmöjligheter är emellertid centrerade runt Playa de Las Canteras och dess promenadgata med periodiska karnevaler och familjeunderhållning kring parken Santa Catalina.
Den stora stadsfestivalen Fiestas de San Juan där grundandet av staden firas äger rum i juni varje år. Karnevalen i Las Palmas är en av de mest berömda händelserna i staden. I månadsskiftet januari-februari hålls också en jul och nyårsinspirerad festival och karneval runt Santa Catalina parken. Varje år anordnas även en filmfestival i Las Palmas.
Stadens fotbollslag går under namnet UD Las Palmas.

## Bildgalleri

Las Palmas norr om Santa Catalina park.
Las Palmas söder om Santa Catalina park.
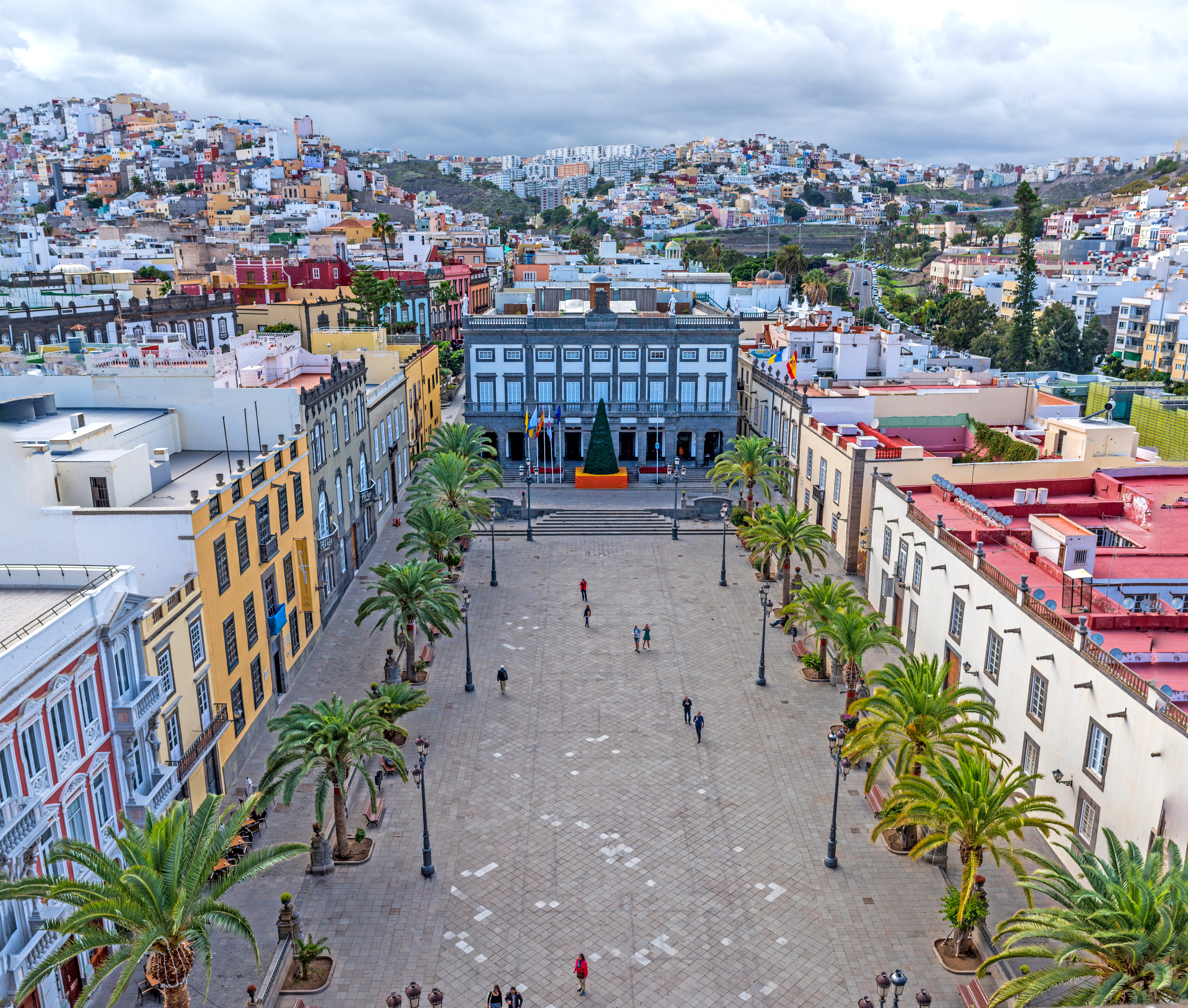
Santa Ana Plaza från kyrktornet.
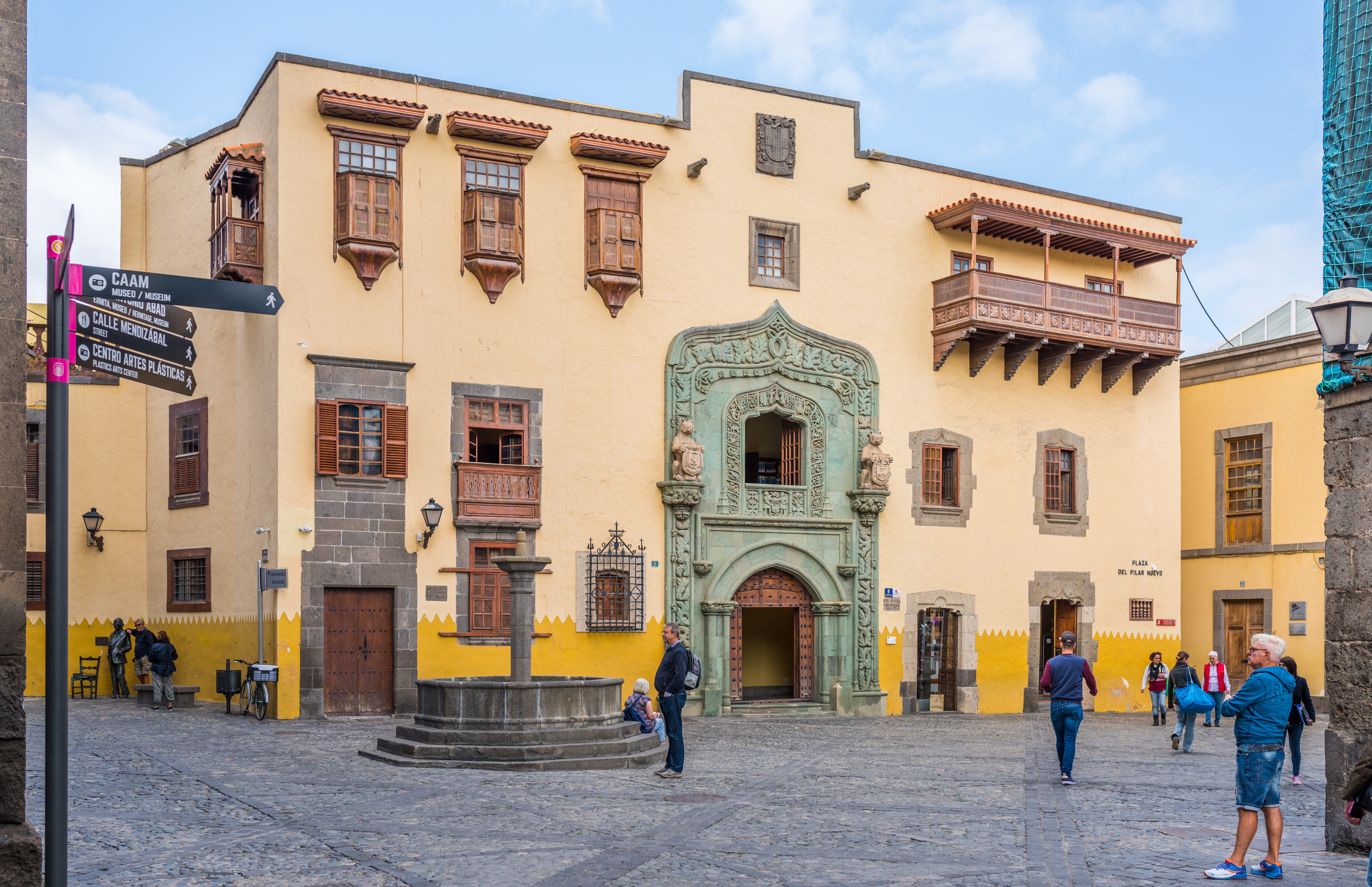
Christopher Columbus hem och museum.
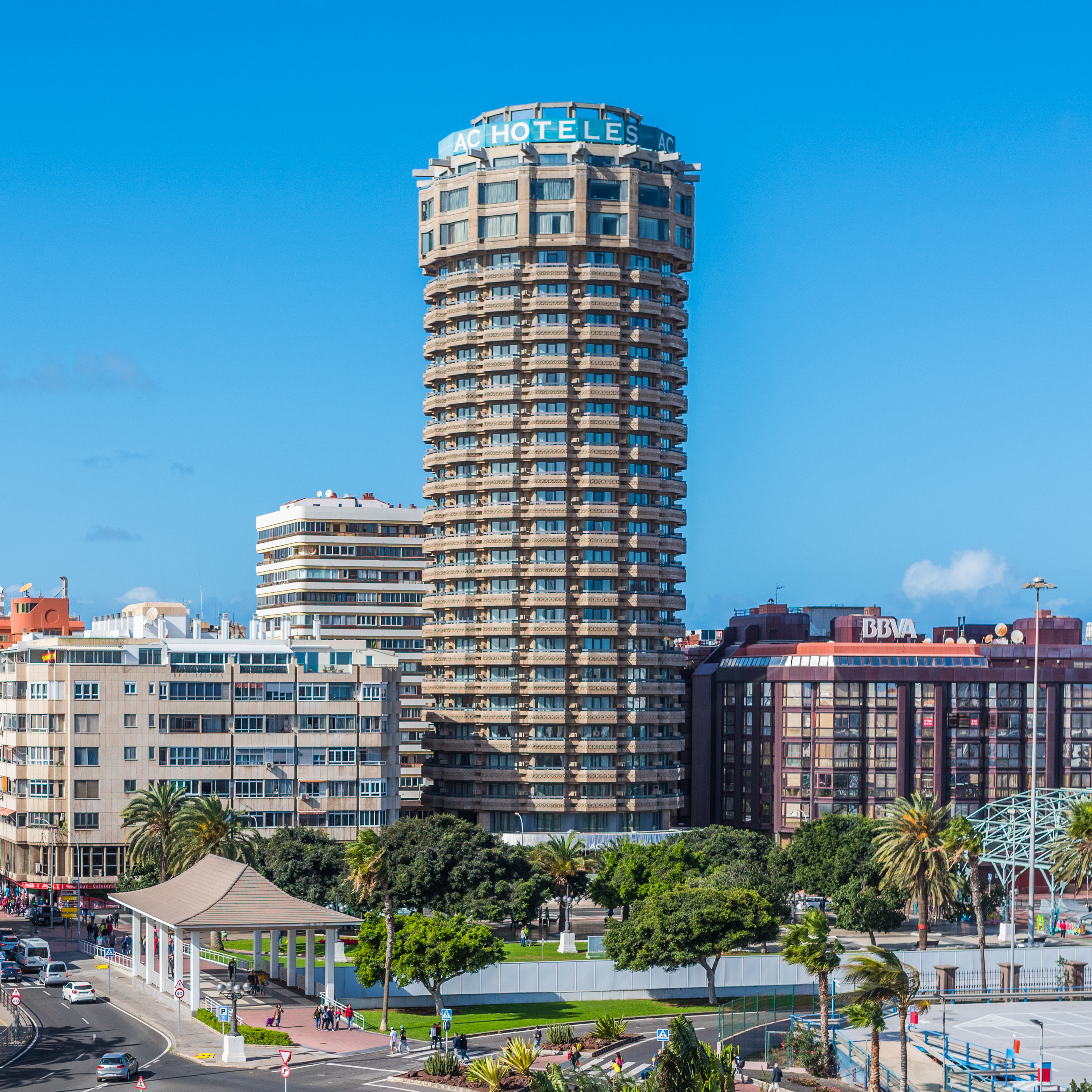
Santa Catalina park och AC Hotell.
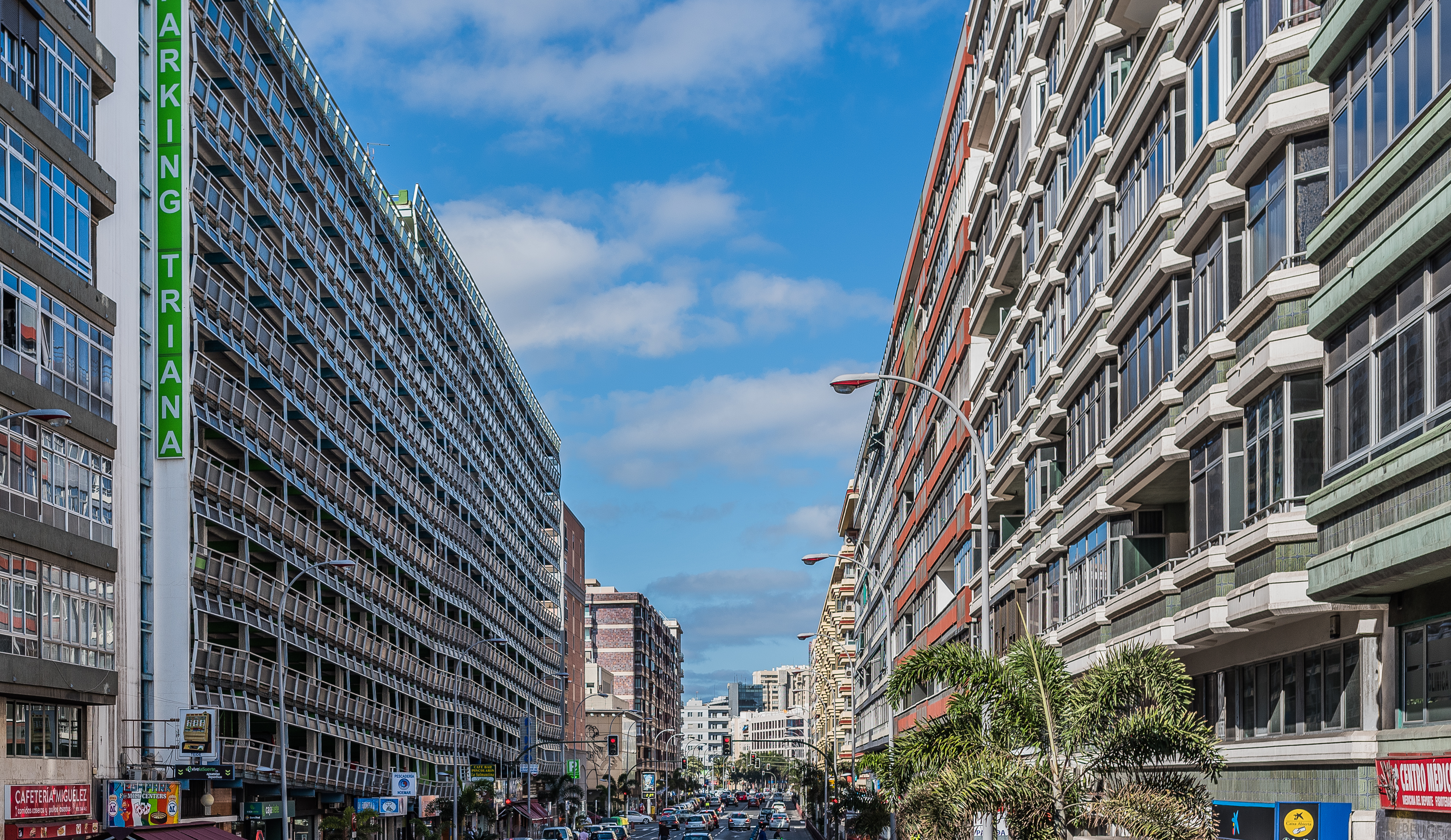
Las Palmas genomfartsgata mot knutpunkten San Telmo.
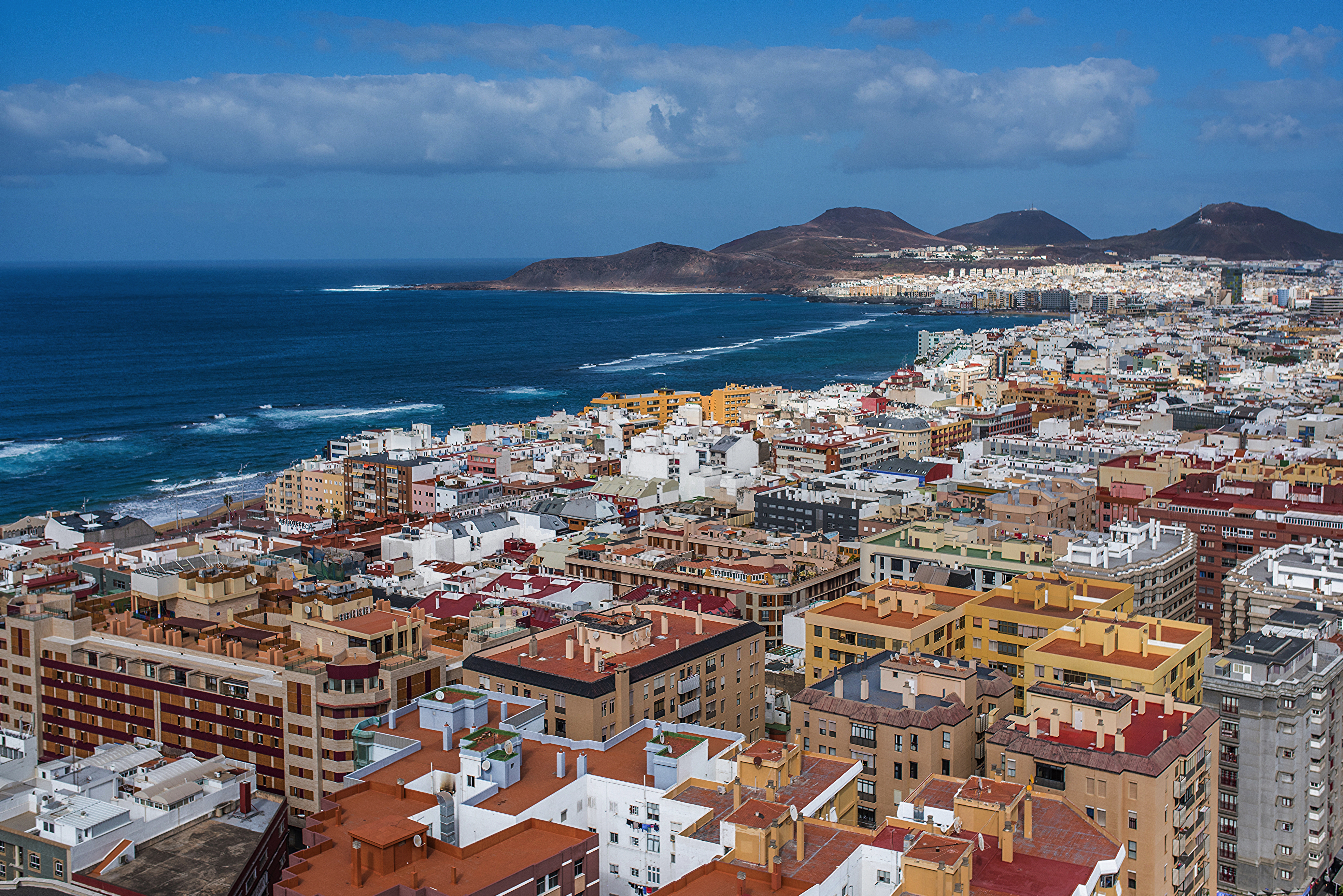
Playa de Las Canteras.
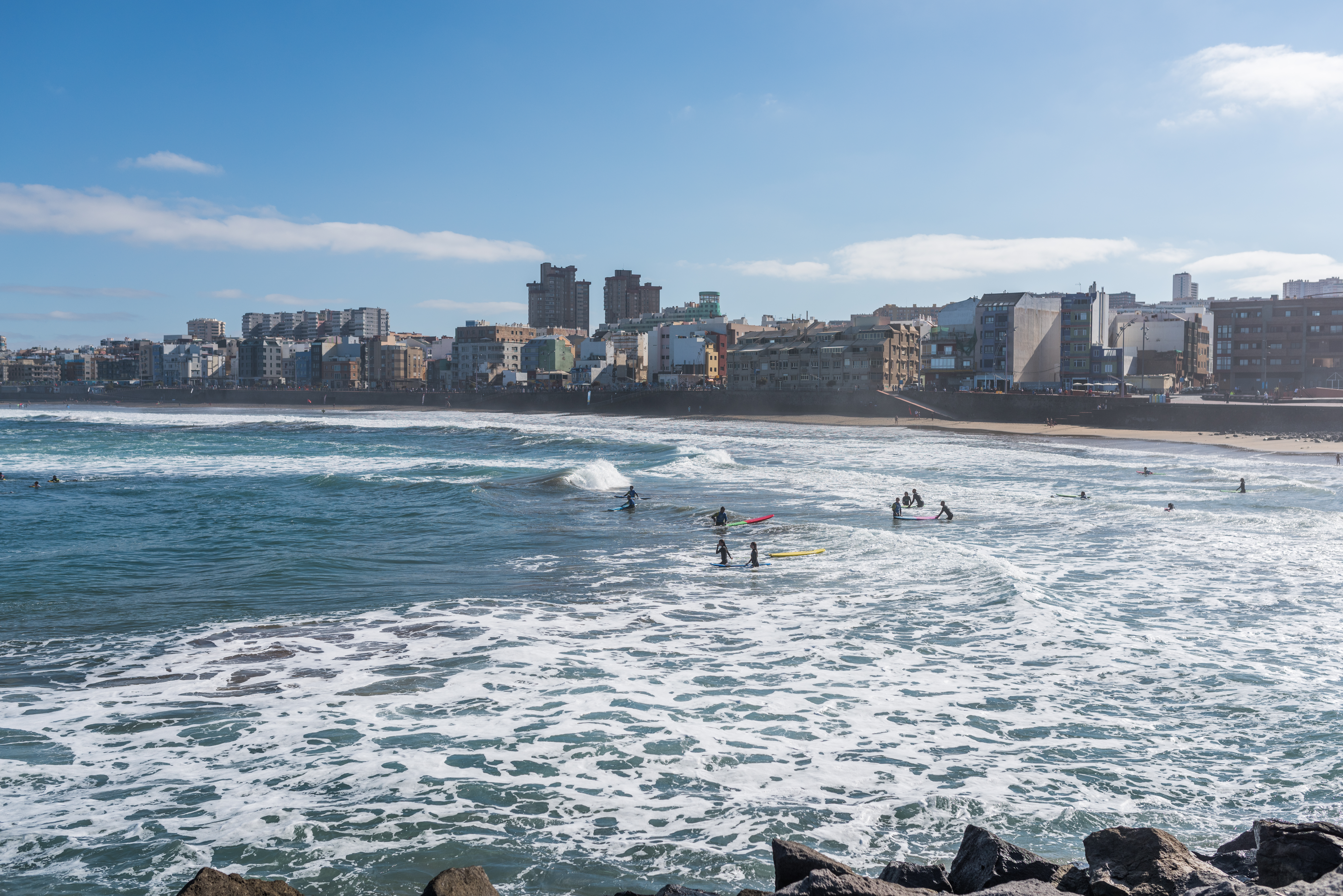
Playa de Las Canteras.
Playa del Confital.
Las Coloradas på La Isleta.